# Chapelle Saint-Michel de Clermont-en-Auge
Pour les articles homonymes, voir Église Saint-Michel.
La chapelle Saint-Michel de Clermont-en-Auge est une chapelle romane du XIIe siècle située sur la commune de Beuvron-en-Auge dans le département du Calvados

## Description
La chapelle est accessible par un chemin piétonnier traversant une magnifique hêtraie plusieurs fois centenaire. Elle surplombe un panorama s'ouvrant de la vallée de la Dives aux collines du mont Pinçon et aux reliefs forestiers du département de l'Orne.

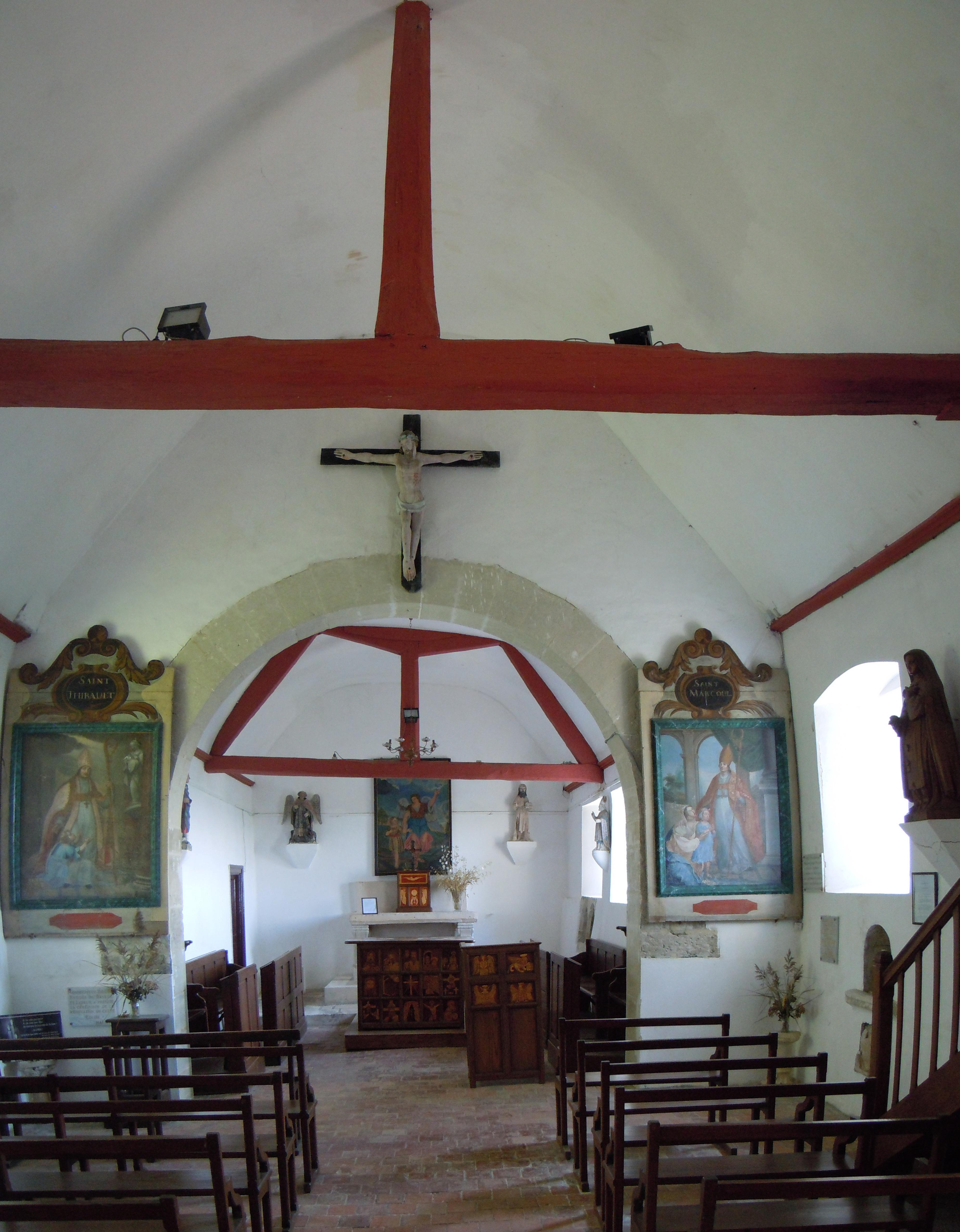
Intérieur de la chapelle.

## Histoire
La construction de la chapelle remonte au XIIe siècle, construite par la famille de Pouchin, sires de Clermont-en-Auge dès le XIIe siècle jusqu'à la Révolution. Le porche est du XVe siècle et, grâce aux travaux de restauration, l'église a retrouvé son ambiance du XVIIe siècle.[réf. nécessaire]

## Objets mobiliers classés
La statue de saint Jean-Baptiste fait l’objet d’une inscription au titre d’objet des monuments historiques depuis le 29 janvier 1975.

Cette statue en pierre peinte polychrome, du XVe siècle, est d'auteur inconnu. Vêtu d'une longue tunique en poils de chameau, ceinte par une corde, le saint au visage émacié, à la barbe et aux cheveux longs, porte un agneau sur un livre. À ses pieds figurait peut-être la figure du donateur. Manquent la main droite de saint Jean-Baptiste, la tête de l'agneau, la tête du donateur. La polychromie est écaillée.
La statue de saint Michel terrassant le démon fait l’objet d’une inscription au titre d’objet des monuments historiques depuis le 29 janvier 1975.

Cette statue en pierre peinte polychrome, du XVe siècle, d'auteur inconnu, respecte la représentation traditionnelle de saint Michel terrassant le démon à ses pieds. Manquent le genou gauche du diable et une de ses cornes, ainsi que les ailes d'origine, remplacées par des ailes rustiques en bois peint ; le bras du démon restauré en plâtre et la tête de l'ange sont grossièrement recollées.
La statue de saint Marcouf fait l’objet d’une inscription au titre d’objet des monuments historiques depuis le 29 janvier 1975.
La statue de saint Thibaut fait l’objet d’une inscription au titre d’objet des monuments historiques depuis le 29 janvier 1975.
La statue de la Vierge à l'Enfant fait l’objet d’une inscription au titre d’objet des monuments historiques depuis le 29 janvier 1975.

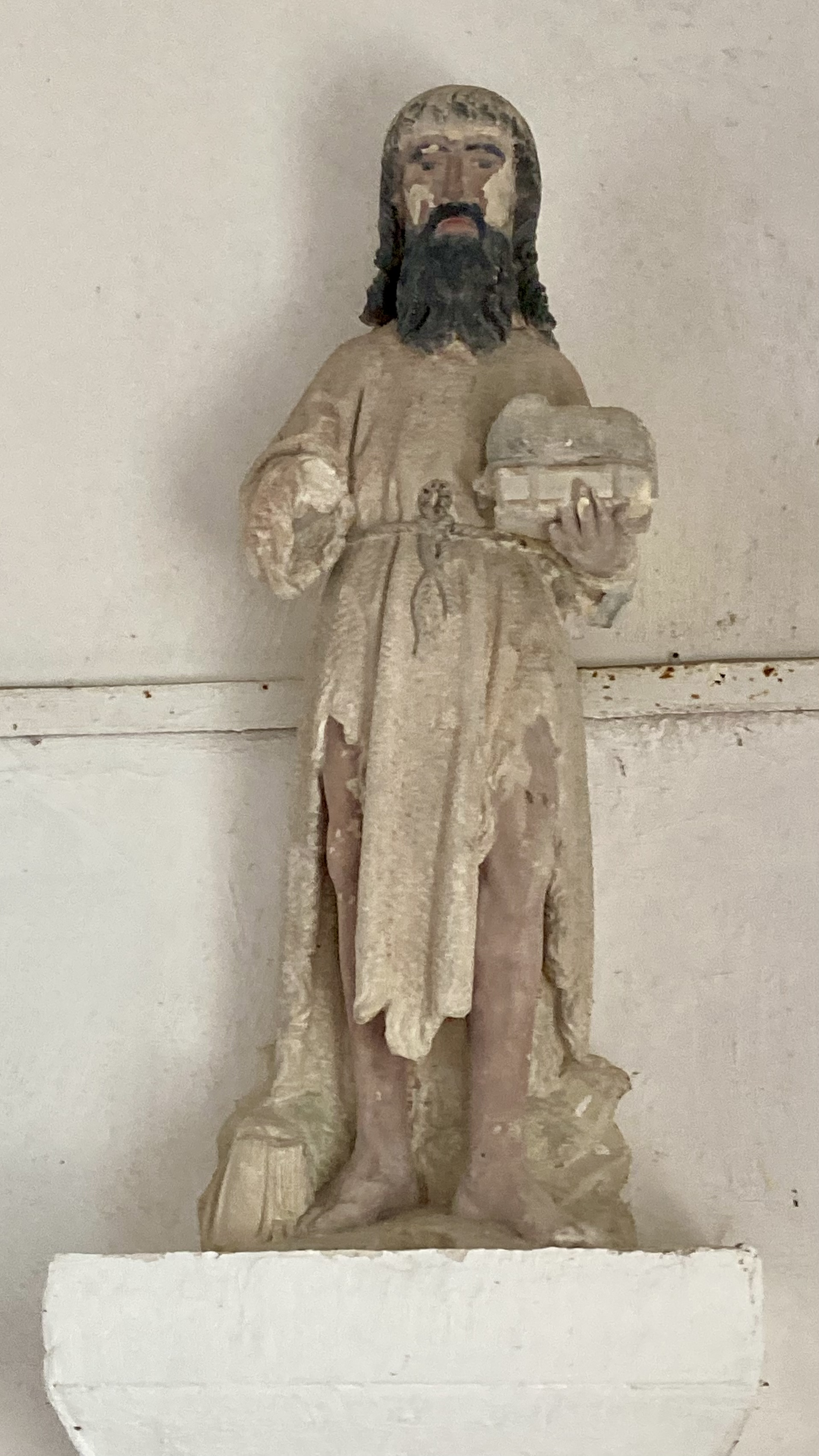
Saint Jean-Baptiste.
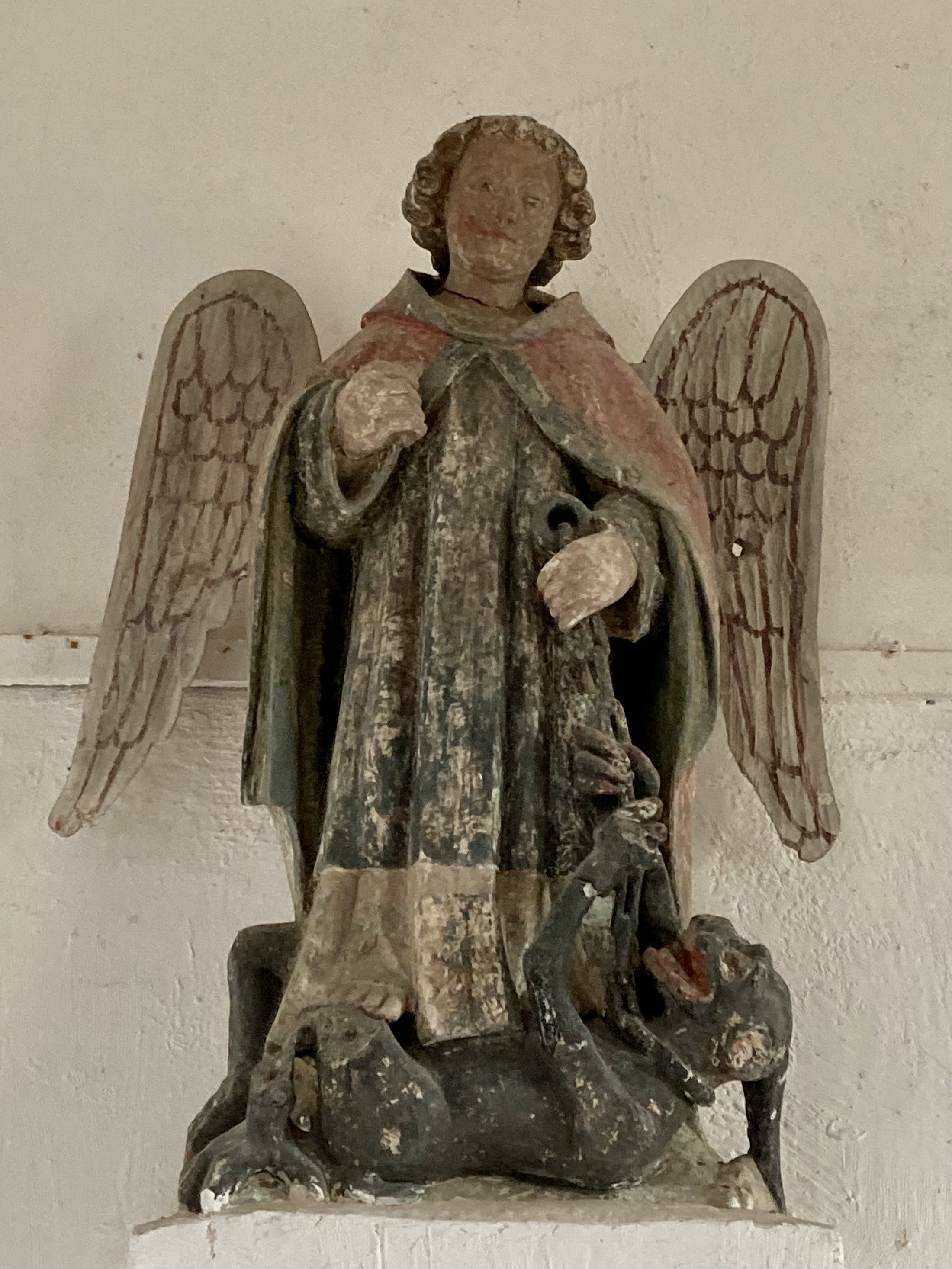
Saint Michel.
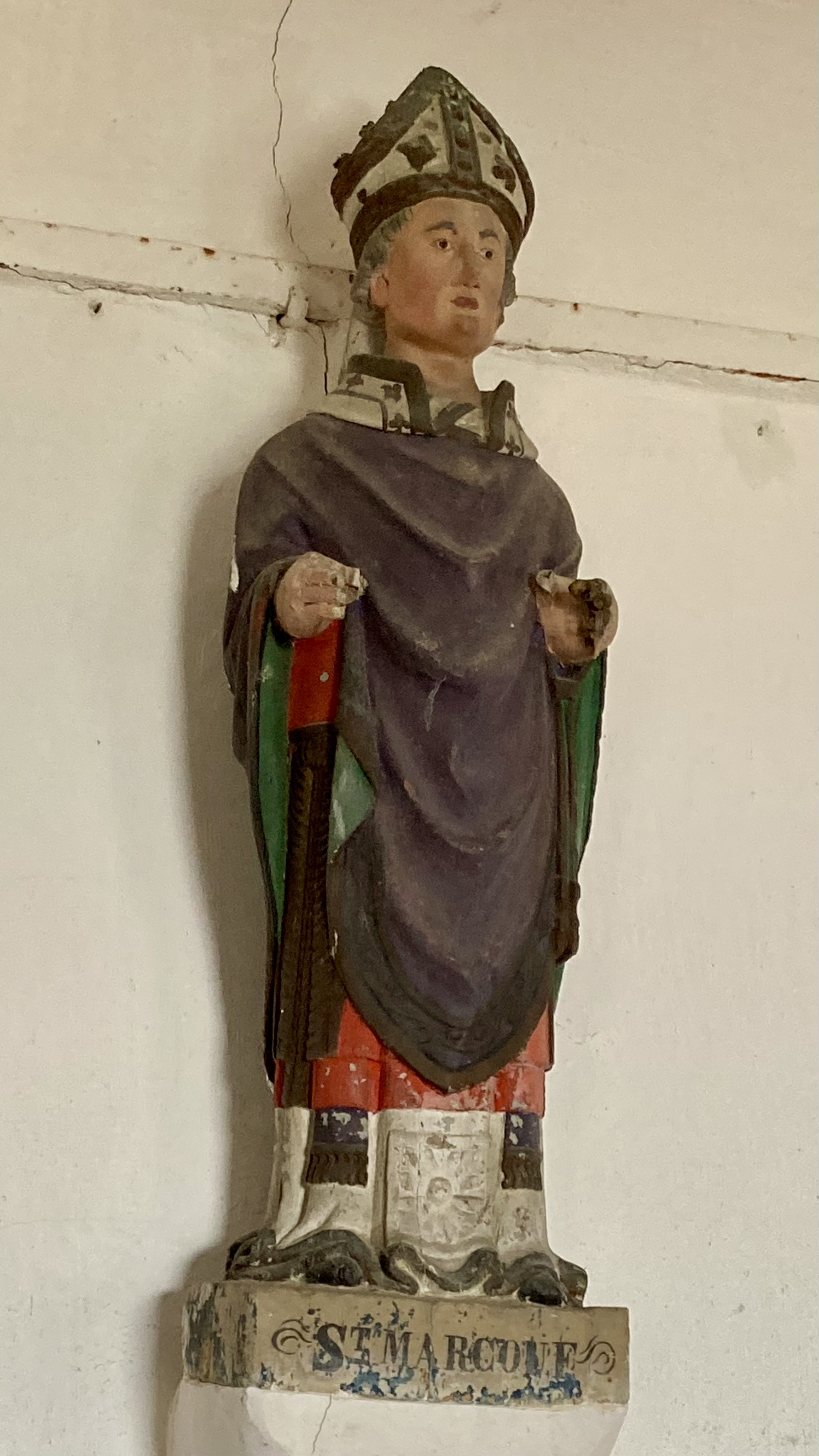
Saint Marcouf.
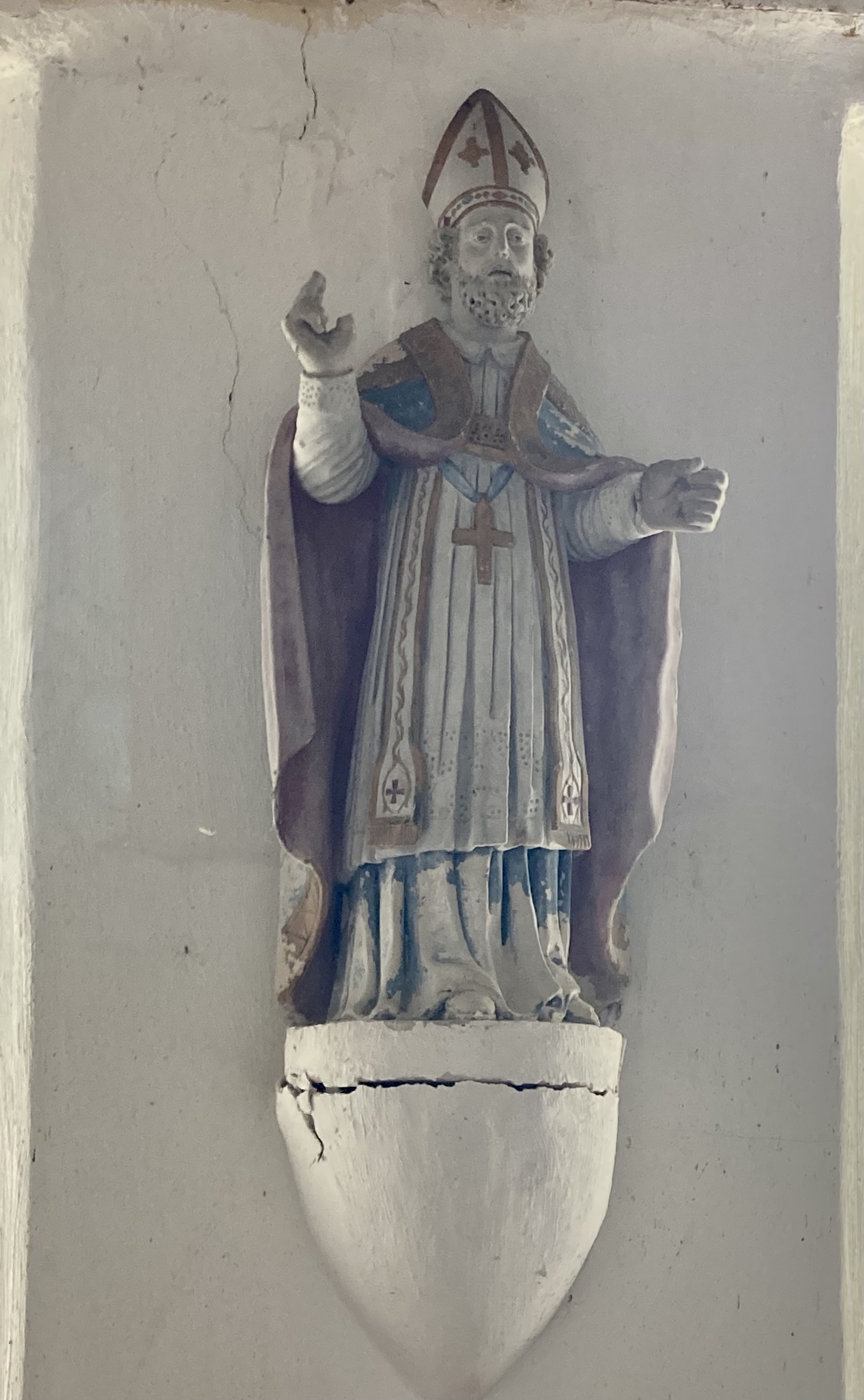
Saint Thibaut.
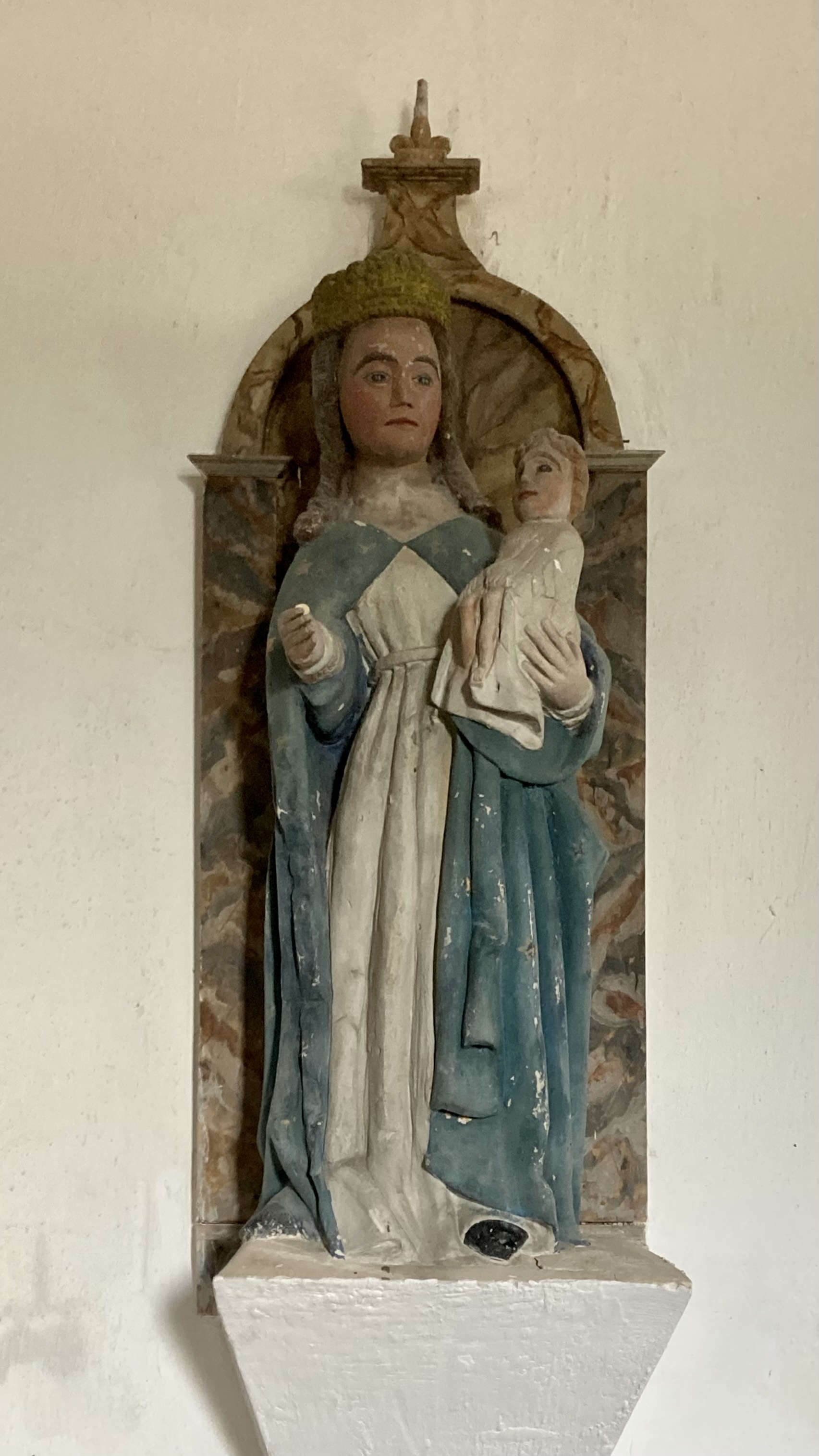
Vierge à l'Enfant.
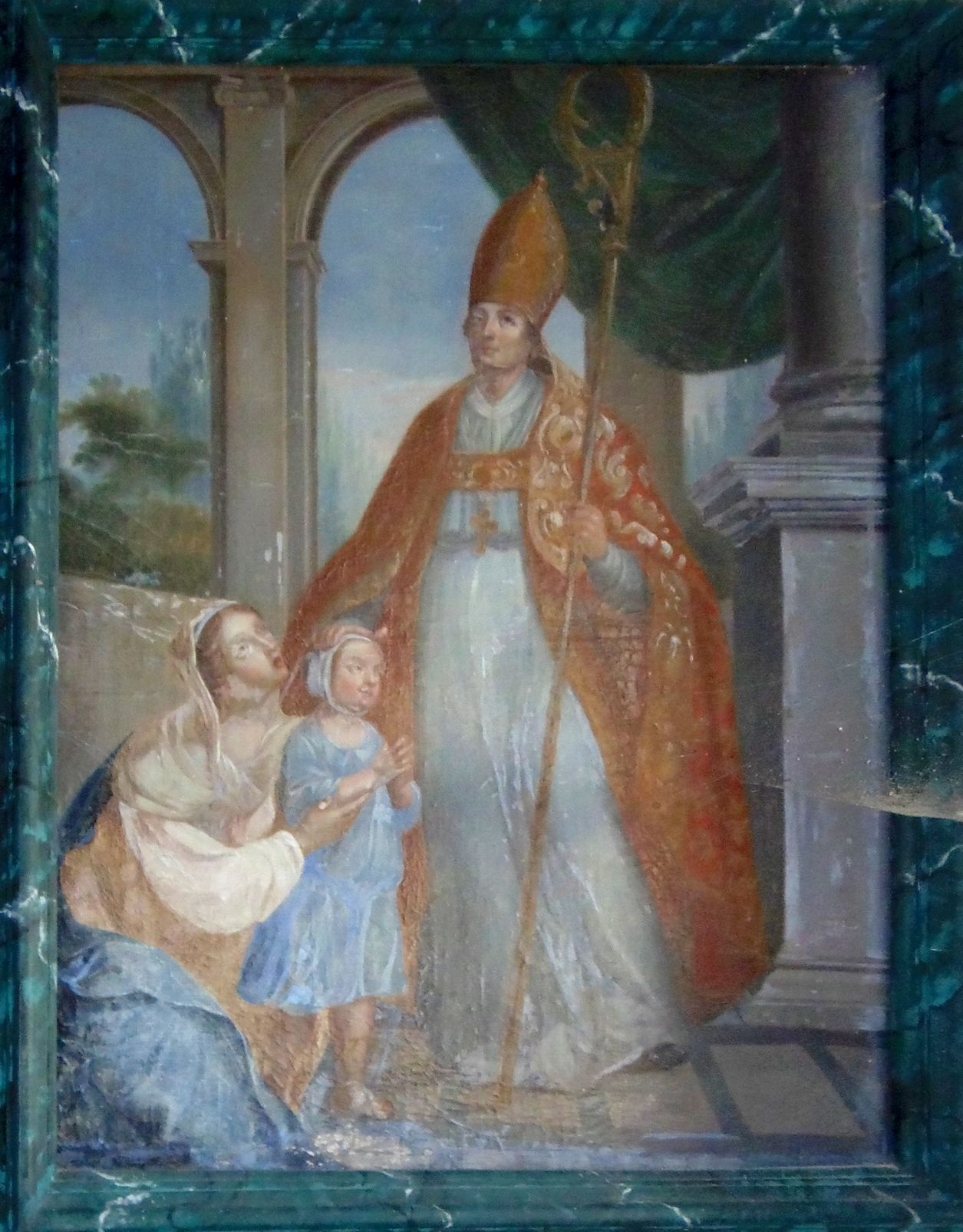
L'un des trois tableaux inscrits au titre d’objet monument historique : Saint Marcouf.

## Tourisme
La chapelle est la destination d'une randonnée de 6 km à partir du centre de Beuvron-en-Auge.